# Antonio Francesco Vezzosi
Antonio Francesco Vezzosi (4 octobre 1708, Arezzo - 29 mai 1783, Rome) est un prêtre théatin italien, érudit et biographe.

## Biographie
Antonio Francesco Vezzosi naquit le 4 octobre 1708, dans Arezzo, d’une famille patricienne. Après avoir achevé ses premières études avec succès, il embrassa la vie religieuse dans la congrégation des clercs réguliers connus sous le nom de théatins ; et ayant employé ses loisirs à perfectionner ses connaissances dans l’histoire et la philologie, il s’y rendit fort habile. Envoyé par ses supérieurs à Rome, ses talents l’y firent connaître d’une manière avantageuse. Le savant prélat Bottari, s’étant démis de la chaire d’histoire ecclésiastique au collège de la Sapience, le P. Vezzosi fut désigné pour le remplacer, et sans égaler son prédécesseur, il adoucit du moins les regrets qu’occasionnait son départ. 
Nommé membre de la consulte chargée de l’examen des candidats à l’épiscopat, la prudence qu’il sut mettre dans l’exercice de ses fonctions lui concilia l’estime et la bienveillance des membres les plus distingués du Sacré Collège. Il fut revêtu de divers autres emplois honorables, et enfin élu supérieur général de son Ordre. Le pape Clément XIII, appréciant le mérite et les vertus du père Vezzosi, se proposait de l’élever aux premières dignités ecclésiastiques, mais le modeste religieux supplia le pontife de lui permettre de retourner dans son cloître achever une vie partagée entre la pratique de ses devoirs et l’étude. 
Il parvint à un âge avancé, et mourut en 1785, dans le couvent de Saint-Sylvestre, in monte Cavallo, regretté de tous ceux qui l’avaient connu. C’est à lui qu’on doit l’édition des œuvres du cardinal Giuseppe Maria Tomasi, Rome, 1747-69, 11 vol. in-4°. Le tome 8 est précédé d’une excellente notice de l’éditeur sur la vie et les écrits du cardinal Tomasi.

## Œuvres
Parmi les autres ouvrages du P. Vezzosi :
- De laudibus Leonis X oratio, habita in archigymnasio romano, Rome, 1752, in-4° ;
- I scrittori de’ chierici regolari detti teatini, Rome, 1780, 2 vol. in-4°. L’auteur a profité des recherches de ses devanciers, et surtout de la Bibliotheca theatina du P. Silos, qui s’arrête à l’année 1665 ; mais il n’en a pas moins fait un ouvrage entièrement neuf, par le grand nombre de notes et de corrections ajoutées à la première partie de son travail, qu’il a continué jusqu’à l’époque où il écrivait. Cet ouvrage, l’un des meilleurs en ce genre, donne une place au P. Vezzosi parmi les biographes les plus consciencieux et les plus utiles.

## Sources
- « Antonio Francesco Vezzosi », dans Louis-Gabriel Michaud, Biographie universelle ancienne et moderne : histoire par ordre alphabétique de la vie publique et privée de tous les hommes avec la collaboration de plus de 300 savants et littérateurs français ou étrangers, 2e édition, 1843-1865 [détail de l’édition]